# Balanda Boor
Les Balanda Boor (ou Belanda Boor, Boor, Bor) sont un peuple nilotique de l'Afrique de l'Est installé dans le nord-est du Soudan du Sud dans les environs de la ville de Wau.

## Mode de vie
Les Balanda Boor sont estimés à moins de 50 000 individus. Ils sont installés sur un petit territoire situé au nord-est de la ville de Wau (village de Mbili, Raffili, etc.). Les Balanda Boor sont divisés en deux principaux sous-groupes, les Jo Kunam et les Jo Ugot. Ils forment une société sédentaire basée sur une agriculture vivière. Les principales cultures sont le sorgho, le sésame, le maïs, les patates douces et les haricots. L'élevage des bovidés, chèvres et moutons tient aussi une large place dans leur vie économique ainsi que l'apiculture, la pêche et la chasse.

## Histoire
La tradition orale des Balanda Boor rapporte qu'ils forment une partie du large groupe des peuples Luo. Ce groupe est constitué entre-autres par les Shilluk (dans le nord-est du Soudan du Sud), par les Anyuak (sur la frontière entre le Soudan du Sud et l'Éthiopie) et par les Acholi (dans le nord de l'Ouganda). Les Balanda Boor affirment être les descendants de Boor (variantes: Bwor, Burro), l'un des fils de Nyikang le fondateur de la nation Shilluk. Boor et Dak (un autre fils de Nyikang) seraient entrés en conflit et Boor aurait décidé de rester auprès de ses oncles et de ne plus suivre son père dans sa migration vers le nord. 
Les Balanda Boor parlent une variante dialectale de la langue Shilluk.

## Sources
- Carte des ethnies du Soudan du Sud (ONU)
- (de) Wilhelm Hofmayr, Die Schilluk : Geschichte, Religion und Leben eines Nilotenn-Stammes, Sankt Gabriel, Mödling bei Wien, Anthropos (revue), 1925, 521 p.
- (en) Fiche des Balanda Boor sur gurtong.net.